# Хорозов, Анатолий Николаевич
Анатолий Николаевич Хорозов (укр. Анатолій Миколайович Хорозов; 25 июня 1925, Корсунь, Черкасский округ — 27 сентября 2011, Киев) — советский и украинский хоккейный функционер.

## Биография
Родился 25 июня 1925 года в городе Корсунь.
Окончил электромеханический факультет Высшего одесского мореходного училища. Участник Великой Отечественной войны, дважды ранен, награждён «Орденом Отечественной войны» I степени.
На любительском уровне увлекался игрой в хоккей с мячом» Известность ему принесла популяризация именно хоккея с шайбой на территории Украинской ССР. Начиналось всё с того, что он организовал хоккейную команду в школе, где учился его сын.

### Советский период
Весной 1963 года по инициативе зампреда спорткомитета УССР Адриана Мизяка в Киеве приняли решение о создании команды мастеров под названием «Динамо». Возглавить коллектив было поручено Дмитрию Богинову. С Дмитрием Богиновым Хорозов познакомился на ледовой площадке, во время одного из любительских матчей. Вскоре Богинов предложил Хорозову стать членом созданной в 1963 году Федерации хоккея Украинской ССР, вскоре Хорозов был избран председателем этой Федерации. У руля Федерации (сначала УССР, а в 1992—1997 гг. — Украины), переизбираясь на эту должность 8 раз (1963, 1967, 1971, 1975, 1979, 1983, 1987, 1991), Хорозов оставался 34 года. Это достижение внесено в Книгу рекордов Гиннесса. С 26 мая 1973 года по 18 мая 1989 года Хорозов входил в состав Президиума Федерации хоккея Советского Союза 6-го, 7-го, 8-го и 9-го созывов.
Финансирование по линии Госкомспорта Федерации хоккея Украинской ССР стала получать только в 70-е годы, а до этого дела держались лишь на энтузиазме Хорозова. Как один из руководителей Госплана УССР, Хорозов много времени уделял развитию социальной сферы: оборудование рабочих мест для сотрудников, вопросы строительства жилья для них, создание лагерей отдыха, туристических и спортивных баз. Олимпийская база в Конче-Заспе была выстроена Госпланом, а затем передана Госкомспорту.

### Украина
После обретения Украиной независимости Хорозов в течение 6 лет (с 1992 по 1997 гг.) возглавлял Федерацию хоккея Украины.
Хорозов организовал и проводил регулярный Чемпионат Украины по хоккею с шайбой. За время руководства федерацией Хорозовым была сформирована национальная сборная команда.
За время руководства федерацией Хорозовым была сформирована женская сборная Украины по хоккею с шайбой.
В ноябре 1997 года Хорозов оставил свой пост. Хорозов в ноябре 1997 года был избран вице-президентом ФХУ, а 5 октября 2001 года — Почетным президентом и почетным членом ФХУ. Он надеялся, что находящийся при власти Александр Омельченко употребит своё влияние на поддержку украинского хоккея, привлечет дополнительное финансирование и внимание высокопоставленных чиновников. Позже в своих интервью он сожалел о подобном выборе

## Награда

Введение Зал славы ИИХФ Анатолия Хорозова

11 мая 2006 года Хорозов был введён в Зал славы ИИХФ, став первым украинцем.
Скончался 27 сентября 2011 года. Похоронен на Байковом кладбище Киева.